# Hesperoferus roridus
Hesperoferus roridus là một loài bọ cánh cứng trong họ Cerambycidae.